# Oroxyleae
Oroxyleae, biljni tribus iz porodice katalpovki. Sastoji se od 4 roda sa 7 vrsta.

## Etimologija
Tribus je dobio ime po tipičnom rodu Oroxylum.

## Opis
Lijane i drveće iz kopnene tropske Azije i Malezije.

## Rodovi
1. Hieris Steenis (1 sp.)
2. Millingtonia L.f. (1 sp.)
3. Nyctocalos Teijsm. & Binn. (4 spp.)
4. Oroxylum Vent. (1 sp.)